# Oberheim OB-Xa
L'Oberheim OB-Xa est un synthétiseur analogique construit et commercialisé de 1980 à 1982 par la société américaine Oberheim.
Successeur de l'OB-X, l'OB-Xa en reprend l'architecture avec quelques modifications. L'objectif principal était de concurrencer le Prophet 5, le filtrage à 12 dB/octave de l'OB-X n'étant pas suffisamment convaincant pour la clientèle de l'époque.
Contrairement à son prédécesseur, l'OB-Xa est doté de nombreux circuits intégrés de fabrication Curtis réputés plus fiables que les composants discrets.
Les possibilités de création de timbres sont limitées sur l'OB-Xa, chaque oscillateur ne peut délivrer qu'une forme d'onde à la fois (contre trois pour le Prophet 5), et seul le second oscillateur peut être modulé par l'enveloppe du filtre.
L'OB-Xa est très apprécié pour sa personnalité sonore malgré ses pannes chroniques. Il est très présent dans beaucoup de productions musicales pendant les années 1980 (ex. : l'introduction de Jump du groupe Van Halen ou 1999 de Prince).
Le successeur de l'OB-Xa est l'OB-8 de 1983, qui sera le dernier synthétiseur de la série OB.

## Caractéristiques techniques
- Polyphonie : 4, 6 ou 8 voix[1]
- Multitimbralité : 2
- Oscillateur : 2 par voix (dent de scie et rectangle variable) avec synchronisation (circuits CEM3340)
- Bruit blanc
- Portamento
- LFO : 2, un programmable (sinus ou carré) et un vibrato (carré, sinus ou dent de scie)
- Filtres : 1 par voix, 12 ou 24 dB/octave, passe-bas résonnants non auto-oscillants (circuits CEM3320)
- Enveloppes : 2 ADSR
- Fonctions : autotune, chord, split, sample & hold, unison
- Connexions : sauvegarde cassette, contrôle du VCF, sustain, changement de programme, modulation du LFO 2
- Interface numérique pour le séquenceur DSX
- Clavier : 61 touches
- De 32 à 120 programmes mémorisables suivant les versions
- Poids : 23 kg
- Dimensions : 100 × 50 × 15 cm
- Kits MIDI possibles, le plus courant en France fabriqué par Numéra
- Prix : environ 30 000 FF en 1981 pour le modèle 120 programmes

## Utilisateurs notables de l'OB-Xa
- Daniel Balavoine
- Dave Greenfield
- Depeche Mode
- Jean Ven Robert Hal
- Van Halen
- Gary Numan
- Jean-Michel Jarre
- Pat Metheny Group
- Miles Davis
- New Order
- Prince
- Queen
- Simple Minds
- Mike Oldfield
- Bon Jovi